# Neapelbukten

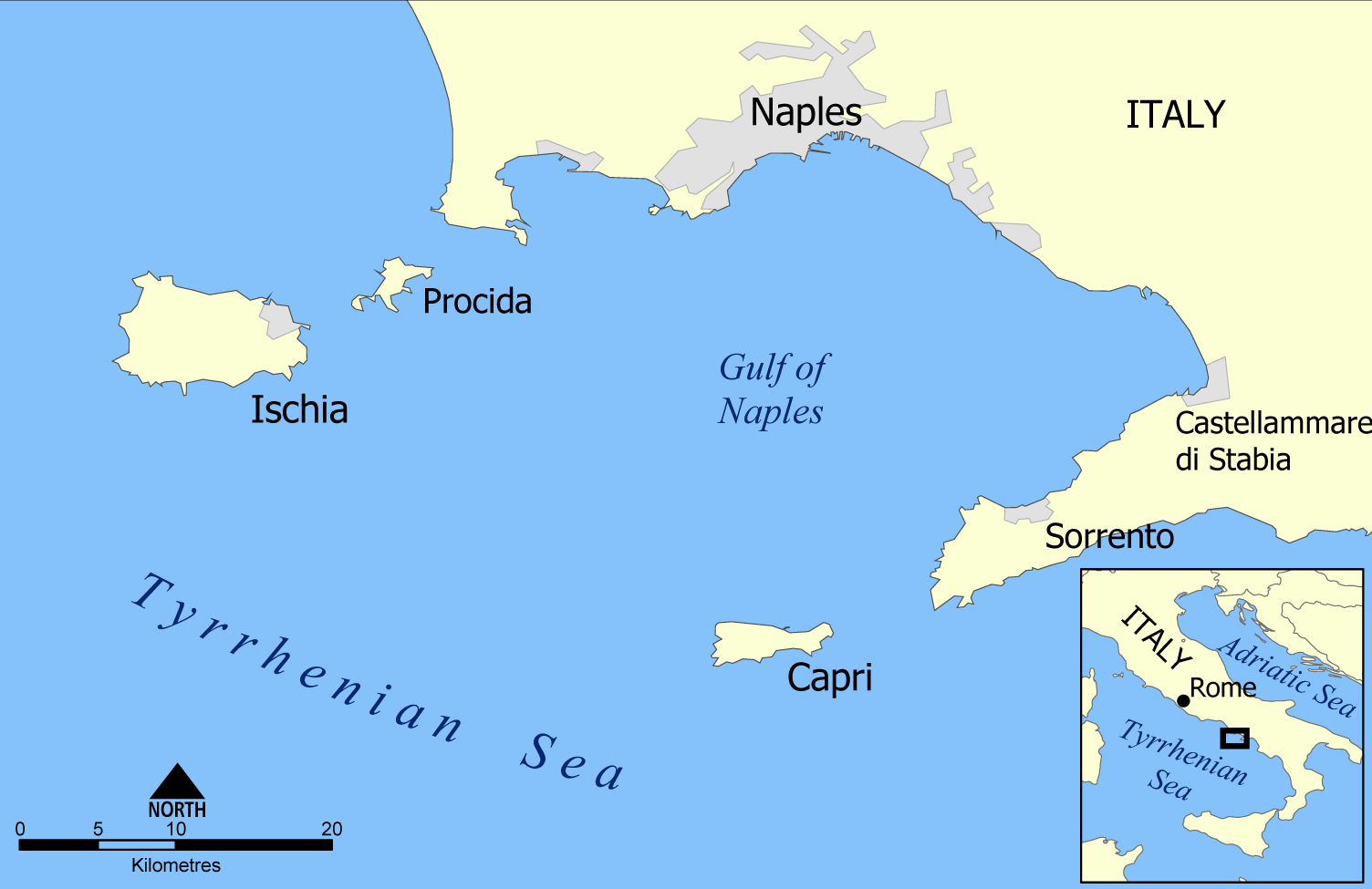
Neapelbukten

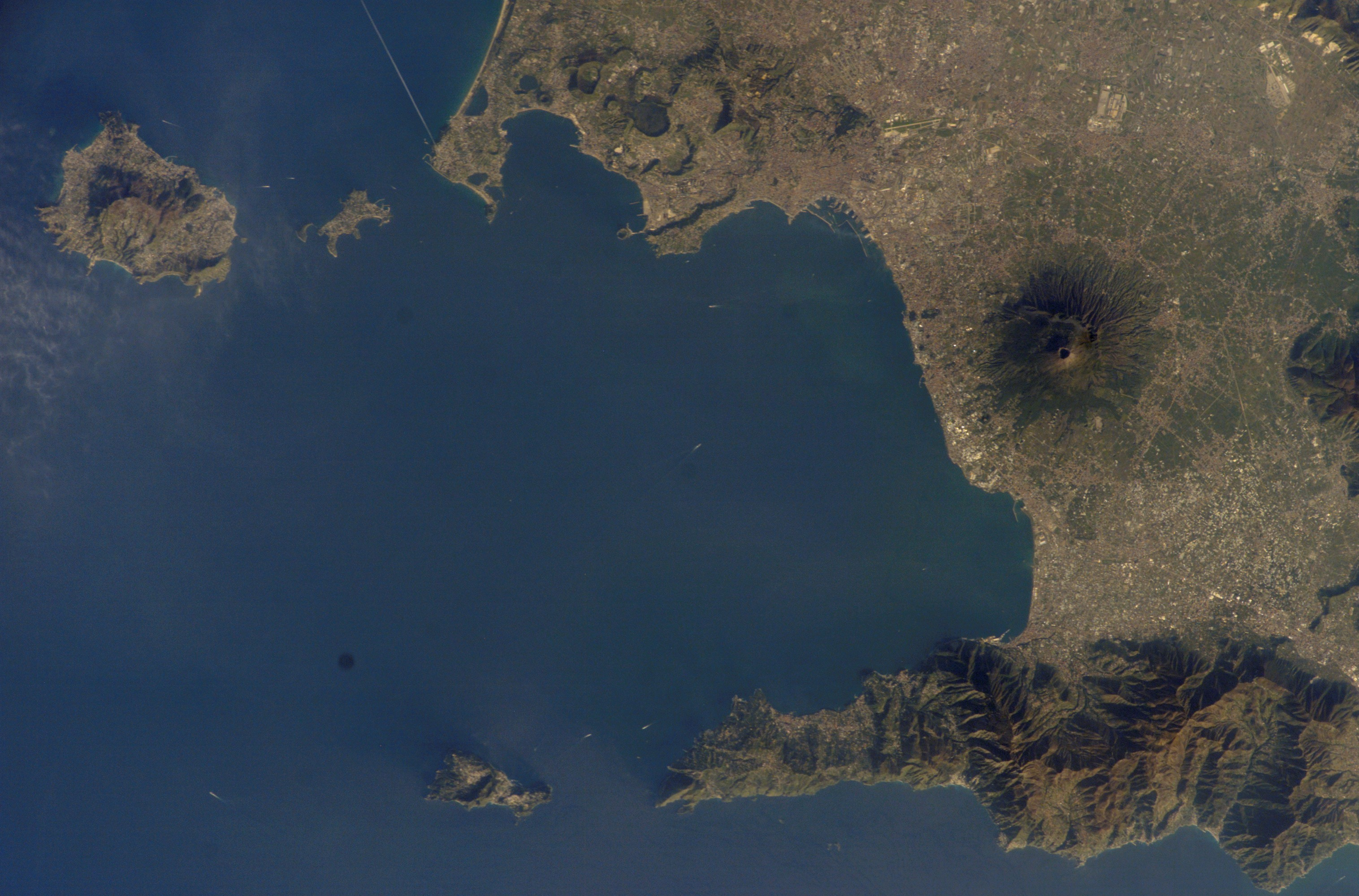
Satellitbild över Neapelbukten.

Neapelbukten, Golfo di Napoli, ligger på Italiens västkust i provinsen Neapel i Kampanien mot Tyrrenska havet.
Längs kusten ligger städerna Neapel, Pozzuoli, Portici, Herculaneum, Torre del Greco, Torre Annunziata, Castellammare di Stabia och Sorrento. I bukten ligger öarna Capri, Ischia och Procida.
Området är ett stort turistmål och ruinerna av de romerska städerna Herculaneum och Pompeji är bland attraktionerna.